# Joseph Boniface de La Môle
Joseph Boniface de La Môle (1526 v Marseille – 30. dubna 1574 v Paříži) byl za vlády francouzského krále Karla IX. oblíbenec vévody Františka z Anjou.

## Životopis
V roce 1574 se zapojil do spiknutí, jehož cílem bylo odstranění od moci italské poradce Kateřiny de Medici a prosazení Françoise, vévodu z Alençonu a Anjou za nástupce jeho bratra Karla IX., vážně nemocného na hradě Vincennes, na úkor jeho dalšího bratra Jindřicha z Anjou. Byl obviněn z pokusu o život krále, když se u něj našla vosková figurína propíchaná jehlami, kterou poskytl astrolog Côme Ruggieri. Byl podroben výslechu, odsouzen k trestu smrti a popraven na náměstí Saint-Jean de Grève v Paříži se svým komplicem Annibalem de Coconas, navzdory prosby o milost vévody d'Alençon a Markéty Navarské. Karel IX. zemřel krátce poté (30. května 1574).
Joseph Boniface byl synem Jacquese Boniface, pána z Môle a Colobrières, původem z Marseille a Marguerite de Pontevès. Podle neověřených pověstí byl milencem královny Markéty a také prince Françoise.
Protestantská brožura Le Divorce satirique (1607) tvrdila, že královna Margot vzala po popravě hlavu svého milence, nechala ji nabalzamovat a uchovávala ji ve skříňce za postelí v Hôtel de Nesle. Uvádí také, že Margot nechala pohřbít tělo svého milence v rue Yvonne-Le-Tac.

## Odkaz v umění
- Alexandre Dumas podle něj sepsal postavu Lerac de la Mole v románu Královna Margot.
- Ve Stendhalově románu Červený a černý Julien Sorel pracuje pro markýze de la Mole, potomka Josepha Bonifáce de la Môle. Navíc na konci románu, po popravě svého milence Juliena Sorela, si Mathilde de la Mole, která měla napodobit gesto milenky svého předka, vezme s sebou Julienovu useknutou hlavu.